# Verein für Bewegungsspiele Stuttgart 1893 1978-1979
Questa voce raccoglie le informazioni riguardanti il Verein für Bewegungsspiele Stuttgart 1893 nelle competizioni ufficiali della stagione 1978-1979.

## Stagione
Nella stagione 1978-1979 il Stoccarda, allenato da Jürgen Sundermann, concluse il campionato di Bundesliga al 2º posto. In Coppa di Germania il Stoccarda fu eliminato al secondo turno dallo Schalke 04. In Coppa UEFA il Stoccarda fu eliminato agli ottavi di finale dal Dukla Praga.

## Rosa
| N. |                     | Ruolo | Calciatore        |
| -- | ------------------- | ----- | ----------------- |
|    | Germania (bandiera) | P     | Klaus Funk        |
|    | Germania (bandiera) | P     | Helmut Roleder    |
|    | Germania (bandiera) | D     | Bernd Förster     |
|    | Germania (bandiera) | D     | Karlheinz Förster |
|    | Serbia (bandiera)   | D     | Dragan Holcer     |
|    | Germania (bandiera) | D     | Bernd Martin      |
|    | Germania (bandiera) | D     | Rainer Rühle      |
|    | Germania (bandiera) | D     | Arno Schäfer      |
|    | Germania (bandiera) | C     | Helmut Dietterle  |
|    | Germania (bandiera) | C     | Markus Elmer      |

| N. |                     | Ruolo | Calciatore          |
| -- | ------------------- | ----- | ------------------- |
|    | Germania (bandiera) | C     | Erwin Hadewicz      |
|    | Austria (bandiera)  | C     | Roland Hattenberger |
|    | Germania (bandiera) | C     | Hansi Müller        |
|    | Germania (bandiera) | C     | Hermann Ohlicher    |
|    | Germania (bandiera) | A     | Harald Beck         |
|    | Germania (bandiera) | A     | Dieter Hoeneß       |
|    | Germania (bandiera) | A     | Klaus-Dieter Jank   |
|    | Germania (bandiera) | A     | Walter Kelsch       |
|    | Germania (bandiera) | A     | Bernd Klotz         |
|    | Germania (bandiera) | A     | Georg Volkert       |

## Organigramma societario
Area tecnica
- Allenatore: Jürgen Sundermann
- Allenatore in seconda: Hans Arnold
- Preparatore dei portieri:
- Preparatori atletici:

## Calciomercato

### Sessione estiva
| Acquisti | Acquisti      | Acquisti     | Acquisti |
| R.       | Nome          | da           | Modalità |
| -------- | ------------- | ------------ | -------- |
| D        | Bernd Förster | Saarbrücken  |          |
| A        | Bernd Klotz   | Stoccarda II |          |
| A        | Georg Volkert | Amburgo      |          |

| Cessioni | Cessioni        | Cessioni   | Cessioni |
| R.       | Nome            | a          | Modalità |
| -------- | --------------- | ---------- | -------- |
| C        | Bernd Schmider  | Norimberga |          |
| A        | Ottmar Hitzfeld | Lugano     |          |

### Sessione invernale
| Acquisti | Acquisti | Acquisti | Acquisti |
| R.       | Nome     | da       | Modalità |
| -------- | -------- | -------- | -------- |

| Cessioni | Cessioni | Cessioni | Cessioni |
| R.       | Nome     | a        | Modalità |
| -------- | -------- | -------- | -------- |

## Risultati

### Bundesliga

#### Girone di andata
| Arbitro: | Kindervater |

|                                                       |           |              |
| Wendt 20’ Briegel 29’ Toppmöller 31’, 68’ Schwarz 41’ | Marcatori | 53’ Ohlicher |

| Arbitro: | Stäglich |

|                                               |           |  |
| Beck 27’ Volkert 37’ (rig.), 50’ Schmider 74’ | Marcatori |  |

| Arbitro: | Niemann |

|                         |           |  |
| Brei 17’ Zimmermann 36’ | Marcatori |  |

| Arbitro: | Gabor |

|                |           |  |
| Ripp 5’ (aut.) | Marcatori |  |

| Arbitro: | Luca |

|                                                  |           |                                         |
| Huber 15’ Augustin 22’ Burgsmüller 49’ Geyer 87’ | Marcatori | 12’ Hoeneß 21’ Müller 81’ (rig.) Martin |

| Arbitro: | Barnick |

|                        |           |  |
| Volkert 11’ Müller 42’ | Marcatori |  |

| Arbitro: | Linn |

|                           |           |                            |
| Bittcher 54’ Rüssmann 70’ | Marcatori | 42’, 43’ Hoeneß 89’ Martin |

| Arbitro: | Roth |

|                                    |           |             |
| Förster 77’ Volkert 81’ Hoeneß 89’ | Marcatori | 33’ Elsener |

| Arbitro: | Quindeau |

|          |           |            |
| Graul 7’ | Marcatori | 25’ Müller |

| Arbitro: | Ahlenfelder |

|                       |           |  |
| Hoeneß 55’ Kelsch 60’ | Marcatori |  |

| Mönchengladbach 28 ottobre 1978, ore 15:30 CET 11ª giornata | Borussia M'gladbach | 0 – 0 referto | Stoccarda | Bökelbergstadion (24 000 spett.)\| Arbitro: \| Redelfs \| |
| Arbitro:                                                    | Redelfs             |               |           |                                                           |

| Arbitro: | Hennig |

|           |           |            |
| Klotz 79’ | Marcatori | 67’ Dreßel |

| Arbitro: | Ohmsen |

|            |           |                        |
| Eggert 44’ | Marcatori | 4’ Hoeneß 51’ Ohlicher |

| Arbitro: | Meuser |

|                                   |           |  |
| Hoeneß 8’ Ohlicher 29’ Holcer 37’ | Marcatori |  |

| Berlino 25 novembre 1978, ore 15:30 CET 15ª giornata | Hertha Berlino | 0 – 0 referto | Stoccarda | Stadio Olimpico (16 500 spett.)\| Arbitro: \| Kindervater \| |
| Arbitro:                                             | Kindervater    |               |           |                                                              |

| Arbitro: | Treib |

|             |           |                 |
| Okudera 14’ | Marcatori | 69’, 78’ Hoeneß |

| Arbitro: | Assenmacher |

|                             |           |  |
| Volkert 40’, 65’ Kelsch 60’ | Marcatori |  |

#### Girone di ritorno
| Arbitro: | Risse |

|                                    |           |  |
| Förster 42’ Hoeneß 45’ Volkert 63’ | Marcatori |  |

| Arbitro: | Ahlenfelder |

|                |           |  |
| Berkemeier 30’ | Marcatori |  |

| Arbitro: | Hontheim |

|                                                           |           |  |
| Kelsch 11’, 13’ Volkert 42’ (rig.), 89’ (rig.) Müller 47’ | Marcatori |  |

| Arbitro: | Waltert |

|            |           |            |
| Buljan 57’ | Marcatori | 23’ Müller |

| Arbitro: | Niemann |

|            |           |                 |
| Kelsch 16’ | Marcatori | 69’ Burgsmüller |

| Arbitro: | Horstmann |

|                                 |           |             |
| Dubski 19’ Worm 67’ Büssers 75’ | Marcatori | 87’ Förster |

| Arbitro: | Engel |

|                                               |           |  |
| Müller 17’, 42’ Hoeneß 45’ Volkert 59’ (rig.) | Marcatori |  |

| Arbitro: | Burgers |

|           |           |                       |
| Kraus 90’ | Marcatori | 52’ Müller 86’ Hoeneß |

| Arbitro: | Brückner |

|                                                                      |           |                   |
| Hattenberger 17’ Hoeneß 22’ Kelsch 37’ Müller 67’ (rig.) Förster 76’ | Marcatori | 1’ (rig.) Peitsch |

| Arbitro: | Eschweiler |

|            |           |                    |
| Janzon 67’ | Marcatori | 73’ (rig.) Volkert |

| Arbitro: | Luca |

|                       |           |  |
| Kelsch 41’ Hoeneß 68’ | Marcatori |  |

| Arbitro: | Hennig |

|  |           |                               |
|  | Marcatori | 10’ (rig.) Volkert 20’ Kelsch |

| Arbitro: | Heitmann |

|                       |           |  |
| Kelsch 11’ Müller 78’ | Marcatori |  |

| Arbitro: | Risse |

|                         |           |                       |
| Erler 17’ Handschuh 37’ | Marcatori | 34’ Müller 60’ Kelsch |

| Arbitro: | Stäglich |

|                                     |           |  |
| Müller 33’ Ohlicher 86’ Förster 89’ | Marcatori |  |

| Arbitro: | Horstmann |

|             |           |                                                    |
| Förster 74’ | Marcatori | 12’ Willmer 26’ Zimmermann 62’ Konopka 73’ Glowacz |

| Arbitro: | Frickel |

|          |           |                                                                      |
| Metz 83’ | Marcatori | 17’ Müller 19’, 78’ Hoeneß 38’, 73’ Ohlicher 54’, 65’ (rig.) Volkert |

### Coppa di Germania
| Arbitro: | Michel |

|                                                                                         |           |  |
| Hoeneß 4’, 19’, 21’, 37’, 51’, 57’, 68’ Förster 30’ Holcer 61’ Müller 70’ Jank 82’, 84’ | Marcatori |  |

| Arbitro: | Engel |

|                                      |           |                         |
| Abramczik 30’ Fischer 63’ Elgert 90’ | Marcatori | 37’ Ohlicher 64’ Hoeneß |

### Coppa UEFA
| Arbitro: | McGinlay |

|                        |           |                              |
| Stohler 30’ Tanner 78’ | Marcatori | 44’ Hoeneß 54’, 70’ Ohlicher |

| Arbitro: | Stupar |

|                                 |           |                   |
| Kelsch 24’, 48’, 68’ Müller 64’ | Marcatori | 35’ Schönenberger |

| Arbitro: | Eriksson |

|                          |           |            |
| Vasiliev 3’ Sacharov 61’ | Marcatori | 26’ Hoeneß |

| Arbitro: | Martínez |

|                        |           |  |
| Müller 61’ Volkert 71’ | Marcatori |  |

| Arbitro: | Homewood |

|                                                |           |              |
| Volkert 8’, 33’ (rig.) Kelsch 66’ Ohlicher 87’ | Marcatori | 57’ Gajdůsek |

| Arbitro: | van Langenhove |

|                                                          |           |  |
| Hoeneß 24’ (aut.) Vízek 46’ Pelc 52’ (rig.) Gajdůsek 87’ | Marcatori |  |

## Statistiche

### Statistiche di squadra
| Competizione      | Punti | In casa | In casa | In casa | In casa | In casa | In casa | In trasferta | In trasferta | In trasferta | In trasferta | In trasferta | In trasferta | Totale | Totale | Totale | Totale | Totale | Totale | DR  |
| Competizione      | Punti | G       | V       | N       | P       | Gf      | Gs      | G            | V            | N            | P            | Gf           | Gs           | G      | V      | N      | P      | Gf     | Gs     | DR  |
| ----------------- | ----- | ------- | ------- | ------- | ------- | ------- | ------- | ------------ | ------------ | ------------ | ------------ | ------------ | ------------ | ------ | ------ | ------ | ------ | ------ | ------ | --- |
| Bundesliga        | 48    | 17      | 14      | 2       | 1       | 45      | 8       | 17           | 6            | 6            | 5            | 28           | 26           | 34     | 20     | 8      | 6      | 73     | 34     | +39 |
| Coppa di Germania | -     | 1       | 1       | 0       | 0       | 12      | 0       | 1            | 0            | 0            | 1            | 2            | 3            | 2      | 1      | 0      | 1      | 14     | 3      | +11 |
| Coppa UEFA        | -     | 3       | 3       | 0       | 0       | 10      | 2       | 3            | 1            | 0            | 2            | 4            | 8            | 6      | 4      | 0      | 2      | 14     | 10     | +4  |
| Totale            | 48    | 21      | 18      | 2       | 1       | 67      | 10      | 21           | 7            | 6            | 8            | 34           | 37           | 42     | 25     | 8      | 9      | 101    | 47     | +54 |

### Andamento in campionato
| Giornata  | 1  | 2 | 3  | 4  | 5  | 6  | 7 | 8 | 9 | 10 | 11 | 12 | 13 | 14 | 15 | 16 | 17 | 18 | 19 | 20 | 21 | 22 | 23 | 24 | 25 | 26 | 27 | 28 | 29 | 30 | 31 | 32 | 33 | 34 |
| --------- | -- | - | -- | -- | -- | -- | - | - | - | -- | -- | -- | -- | -- | -- | -- | -- | -- | -- | -- | -- | -- | -- | -- | -- | -- | -- | -- | -- | -- | -- | -- | -- | -- |
| Luogo     | T  | C | T  | C  | T  | C  | T | C | T | C  | T  | C  | T  | C  | T  | T  | C  | C  | T  | C  | T  | C  | T  | C  | T  | C  | T  | C  | T  | C  | T  | C  | C  | T  |
| Risultato | P  | V | P  | V  | P  | V  | V | V | N | V  | N  | N  | V  | V  | N  | V  | V  | V  | P  | V  | N  | N  | P  | V  | V  | V  | N  | V  | V  | V  | N  | V  | P  | V  |
| Posizione | 17 | 9 | 13 | 12 | 11 | 10 | 7 | 4 | 4 | 4  | 5  | 5  | 3  | 3  | 3  | 3  | 3  | 1  | 3  | 2  | 2  | 2  | 3  | 3  | 3  | 3  | 3  | 2  | 2  | 2  | 2  | 2  | 2  | 2  |

Legenda:

Luogo: C = Casa; T = Trasferta. Risultato: V = Vittoria; N = Pareggio; P = Sconfitta.

### Statistiche dei giocatori
| Giocatore       | Bundesliga | Bundesliga | Bundesliga  | Bundesliga | Coppa di Germania | Coppa di Germania | Coppa di Germania | Coppa di Germania | Coppa UEFA | Coppa UEFA | Coppa UEFA  | Coppa UEFA | Totale   | Totale | Totale      | Totale     |
| Giocatore       | Presenze   | Reti       | Ammonizioni | Espulsioni | Presenze          | Reti              | Ammonizioni       | Espulsioni        | Presenze   | Reti       | Ammonizioni | Espulsioni | Presenze | Reti   | Ammonizioni | Espulsioni |
| --------------- | ---------- | ---------- | ----------- | ---------- | ----------------- | ----------------- | ----------------- | ----------------- | ---------- | ---------- | ----------- | ---------- | -------- | ------ | ----------- | ---------- |
| H. Beck         | 5          | 1          | 0           | 0          | 0                 | 0                 | 0                 | 0                 | 2          | 0          | 0           | 0          | 7        | 1      | 0           | 0          |
| H. Dietterle    | 0          | 0          | 0           | 0          | 0                 | 0                 | 0                 | 0                 | 0          | 0          | 0           | 0          | 0        | 0      | 0           | 0          |
| M. Elmer        | 27         | 0          | 1           | 0          | 2                 | 0                 | 0                 | 0                 | 6          | 0          | 0           | 0          | 35       | 0      | 1           | 0          |
| K. Funk         | 0          | 0          | 0           | 0          | 0                 | 0                 | 0                 | 0                 | 0          | 0          | 0           | 0          | 0        | 0      | 0           | 0          |
| B. Förster      | 29         | 4          | 8           | 0          | 1                 | 0                 | 0                 | 0                 | 3          | 0          | 0           | 0          | 33       | 4      | 8           | 0          |
| K. Förster      | 34         | 2          | 5           | 0          | 2                 | 1                 | 0                 | 0                 | 6          | 0          | 0           | 0          | 42       | 3      | 5           | 0          |
| E. Hadewicz     | 28         | 0          | 5           | 0          | 2                 | 0                 | 0                 | 0                 | 5          | 0          | 0           | 0          | 35       | 0      | 5           | 0          |
| R. Hattenberger | 27         | 1          | 1           | 0          | 0                 | 0                 | 0                 | 0                 | 4          | 0          | 0           | 0          | 31       | 1      | 1           | 0          |
| D. Hoeneß       | 32         | 16         | 2           | 0          | 2                 | 8                 | 0                 | 0                 | 6          | 2          | 0           | 0          | 40       | 26     | 2           | 0          |
| D. Holcer       | 31         | 1          | 6           | 0          | 2                 | 1                 | 0                 | 0                 | 5          | 0          | 0           | 0          | 38       | 2      | 6           | 0          |
| K. Jank         | 3          | 0          | 0           | 0          | 1                 | 2                 | 0                 | 0                 | 0          | 0          | 0           | 0          | 4        | 2      | 0           | 0          |
| W. Kelsch       | 32         | 10         | 2           | 0          | 2                 | 0                 | 1                 | 0                 | 6          | 4          | 0           | 0          | 40       | 14     | 3           | 0          |
| B. Klotz        | 7          | 1          | 0           | 0          | 0                 | 0                 | 0                 | 0                 | 1          | 0          | 0           | 0          | 8        | 1      | 0           | 0          |
| B. Martin       | 29         | 2          | 2           | 0          | 1                 | 0                 | 0                 | 0                 | 5          | 0          | 0           | 0          | 35       | 2      | 2           | 0          |
| H. Müller       | 30         | 13         | 6           | 1          | 2                 | 1                 | 0                 | 0                 | 6          | 2          | 0           | 0          | 38       | 16     | 6           | 1          |
| H. Ohlicher     | 30         | 6          | 1           | 0          | 2                 | 1                 | 0                 | 0                 | 6          | 3          | 0           | 0          | 38       | 10     | 1           | 0          |
| H. Roleder      | 34         | 0          | 0           | 0          | 2                 | 0                 | 0                 | 0                 | 6          | 0          | 0           | 0          | 42       | 0      | 0           | 0          |
| R. Rühle        | 4          | 0          | 1           | 0          | 0                 | 0                 | 0                 | 0                 | 0          | 0          | 0           | 0          | 4        | 0      | 1           | 0          |
| B. Schmider     | 4          | 1          | 0           | 0          | 1                 | 0                 | 0                 | 0                 | 2          | 0          | 0           | 0          | 7        | 1      | 0           | 0          |
| A. Schäfer      | 2          | 0          | 0           | 0          | 0                 | 0                 | 0                 | 0                 | 0          | 0          | 0           | 0          | 2        | 0      | 0           | 0          |
| G. Volkert      | 33         | 14         | 7           | 0          | 2                 | 0                 | 0                 | 0                 | 6          | 3          | 0           | 0          | 41       | 17     | 7           | 0          |